# Joachim Ullrich (Physiker)
Joachim Hermann Ullrich (* 2. Juni 1956 in Edenkoben) ist ein deutscher Physiker und Hochschullehrer. Vom 1. Januar 2012 bis 30. April 2022 war Ullrich Präsident der Physikalisch-Technischen Bundesanstalt (PTB) in Braunschweig. Vom 1. April 2022 bis 20. März 2024 war er Präsident der Deutschen Physikalischen Gesellschaft, ab dem 21. März 2024 ist er Vizepräsident.

## Leben
Ullrich studierte Geophysik und Physik an der Universität Frankfurt, wo er 1983 das Diplom erhielt. Dort promovierte er auch 1987 bei Horst Schmidt-Böcking und habilitierte sich 1994 über Rückstoßionen-Impulsspektroskopie (RIMS). Nach Anstellungen bei der Gesellschaft für Schwerionenforschung (1989–1994) ging er 1995 als Visiting Scientist an die Kansas State University in Manhattan und als Gastprofessor an die University of Missouri in Rolla. Er nahm 1997 eine ordentliche Professur an der Albert-Ludwigs-Universität Freiburg an. Er wechselte 2001 als Direktor und wissenschaftliches Mitglied an das Max-Planck-Institut für Kernphysik in Heidelberg und ist seit 2002 auch Honorarprofessor an der Ruprecht-Karls-Universität Heidelberg, seit 2003 ist er auch Consultant Professor an der Fudan-Universität in Shanghai.
Ullrich arbeitet auf dem Gebiet der Atomphysik, Spektroskopie und der Laserphysik sowie der Molekülphysik. Der Schwerpunkt seiner Arbeit liegt auf dem Gebiet der experimentellen Vielteilchen-Quantendynamik und Vielteilchen-Koinzidenzmessungen von Elektronen und Fragmenten aus Reaktionen mit Atomen und Molekülen. Die Entwicklung der COLTRIMS Reaktionsmikroskope (COLTRIMS für cold target recoil-ion momentum spectroscopy) begann mit seiner Dissertation bei Schmidt-Böcking und in dessen Forschungsgruppe. Seine bahnbrechenden Experimente zum Beispiel für Elektronenkorrelationen in Atomen bei Stößen mit relativistischen Ionen und mit Laserimpulsen waren von zentraler Bedeutung für die Atomphysikprogramme der Freie-Elektronen-Laser am DESY, in Japan und den USA.

## Auszeichnungen und sonstige Ämter
- Ullrich wurde 1999 mit dem Gottfried-Wilhelm-Leibniz-Preis der Deutschen Forschungsgemeinschaft ausgezeichnet.
- 2004 wurde er vom London Institute of Physics mit der David-Bates-Medaille ausgezeichnet.
- 2006 erhielt er zusammen mit Robert Moshammer den Philip Morris Forschungspreis für die Entwicklung des Reaktionsmikroskops, eines kombinierten Elektronen-Rückstoßionen-Spektrometers, mit dem Wenig-Teilchenprozesse (zum Beispiel Stöße von Elektronen mit Ionen, chemische Reaktionen oder die Elektronenemissionen nach Laser-Anregung von Atomen) in der Atom- und Molekülphysik präziser als bisher in Bezug auf ihre Kinematik beobachtet werden können. Das Gerät ist ein Analogon in der Atomphysik zur Blasenkammer in der Elementarteilchenphysik. Die Endprodukte werden dabei durch elektrische und magnetische Felder auf großflächige Detektoren geleitet.[7][8][9] Sie bauten dabei auf eine von Ullrichs Doktorvater Horst Schmidt-Böcking eingeleitete Entwicklung auf.[10]
- Ullrich ist seit 2007 Mitglied der American Physical Society. 2008 wurde er von ihr zum „Fellow“ ernannt.
- 2010 wurde er mit der Silbernen Ehrennadel des Deutschen Elektronen-Synchrotron-Forschungszentrums ausgezeichnet.[11]
- Als Präsident der Physikalisch-Technischen Bundesanstalt ist er seit 2012 Vorsitzender des Stiftungsrates der Stiftung Werner-von-Siemens-Ring und Vorsitzer des Verwaltungsrates des Helmholtz-Fonds.[12]
- 2013 wurde Ullrich zum zweiten Stellvertreter im Präsidium des Deutschen Instituts für Normung gewählt sowie zum Mitglied der Deutschen Akademie der Technikwissenschaften.
- Im Rahmen der Meterkonvention wurde Ullrich darüber hinaus Mitglied im Internationalen Komitee für Maß und Gewicht (CIPM), dessen „Consultative Committee for Units“ (CCU) er seit Beginn des Jahres 2014 als Präsident vorsteht.[13]
- 2015 wurde er in die Berlin-Brandenburgische Akademie der Wissenschaften gewählt.
- 2017: Bundesverdienstkreuz 1. Klasse[14]
- 2018: Ehrendoktorat der Gottfried Wilhelm Leibniz Universität Hannover
- 2021: Stern-Gerlach-Medaille der Deutschen Physikalischen Gesellschaft in Würdigung seiner bahnbrechenden experimentellen Beiträge zur Atom- und Molekülphysik, insbesondere der Entwicklung und Anwendung von Reaktionsmikroskopen zur vollständigen kinematischen Rekonstruktion der Wechselwirkungsprozesse zwischen Atomen, Molekülen und Photonen (Laudatio).[6]

## Schriften (Auswahl)
- Vielfachionisation in hochenergetischen Schwerionenstössen. (=Dissertation, Universität Frankfurt 1987). OCLC 46082486.
- Rückstoßionen-Impulsspektroskopie ein neuer Weg zur Untersuchung der Dynamik atomarer Reaktionen. (=Habilitationsschrift, Frankfurt 1993) Gesellschaft für Schwerionenforschung, Darmstadt 1994, OCLC 180601460.
- Atoms in extreme virtual photon fields of fast, highly charged ions. Gesellschaft für Schwerionenforschung, Darmstadt 1999, OCLC 76378171.